# 婆罗洲 (同类索引)
婆罗洲是位于东南亚的世界第三大岛屿，在中国大陆现称“加里曼丹岛”，在新马地区称“婆罗洲岛”。
婆罗洲还可能是：
- 马来西亚婆罗洲（Malaysian Borneo），马来西亚位于婆罗洲岛的领土部分
- 印尼婆罗洲（Indonesian Borneo），印度尼西亚位于婆罗洲岛的领土部分
- 文莱婆罗洲（Bruneian Borneo），文莱位于婆罗洲岛的领土部分，参见文莱历史和地理
- 英属婆罗洲（British Borneo），大英帝国位于婆罗洲岛的历史殖民地部分
- 荷属婆罗洲（Dutch Borneo），荷兰帝国位于婆罗洲岛的历史殖民地部分